# کیدر ویلیامز-استیرلینگ
کیدر ویلیامز-استیرلینگ (به انگلیسی: Kedar Williams-Stirling؛ زادهٔ ۱۴ دسامبر ۱۹۹۴) یک بازیگر بریتانیایی است.
از جمله نقش‌آفرینی‌های او می‌توان به سریال‌های آموزش جنسی، تغییر زمین و خون گرگ اشاره کرد.